# جف واسمن
جف واسمن (انگلیسی: Jeff Wassmann؛ زادهٔ ۲ آوریل ۱۹۵۸) عکاس اهل ایالات متحده آمریکا است.

## نگارخانه

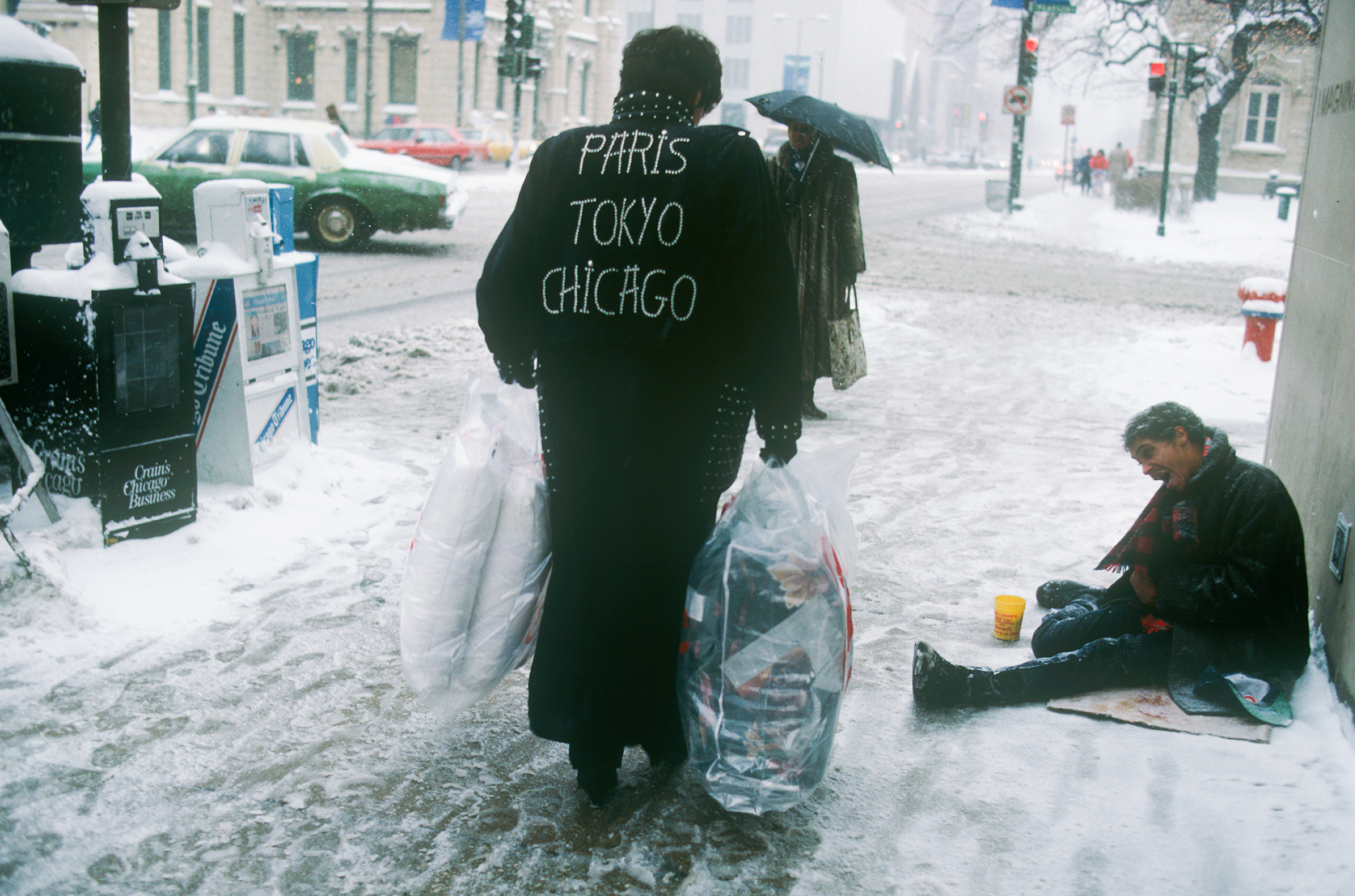
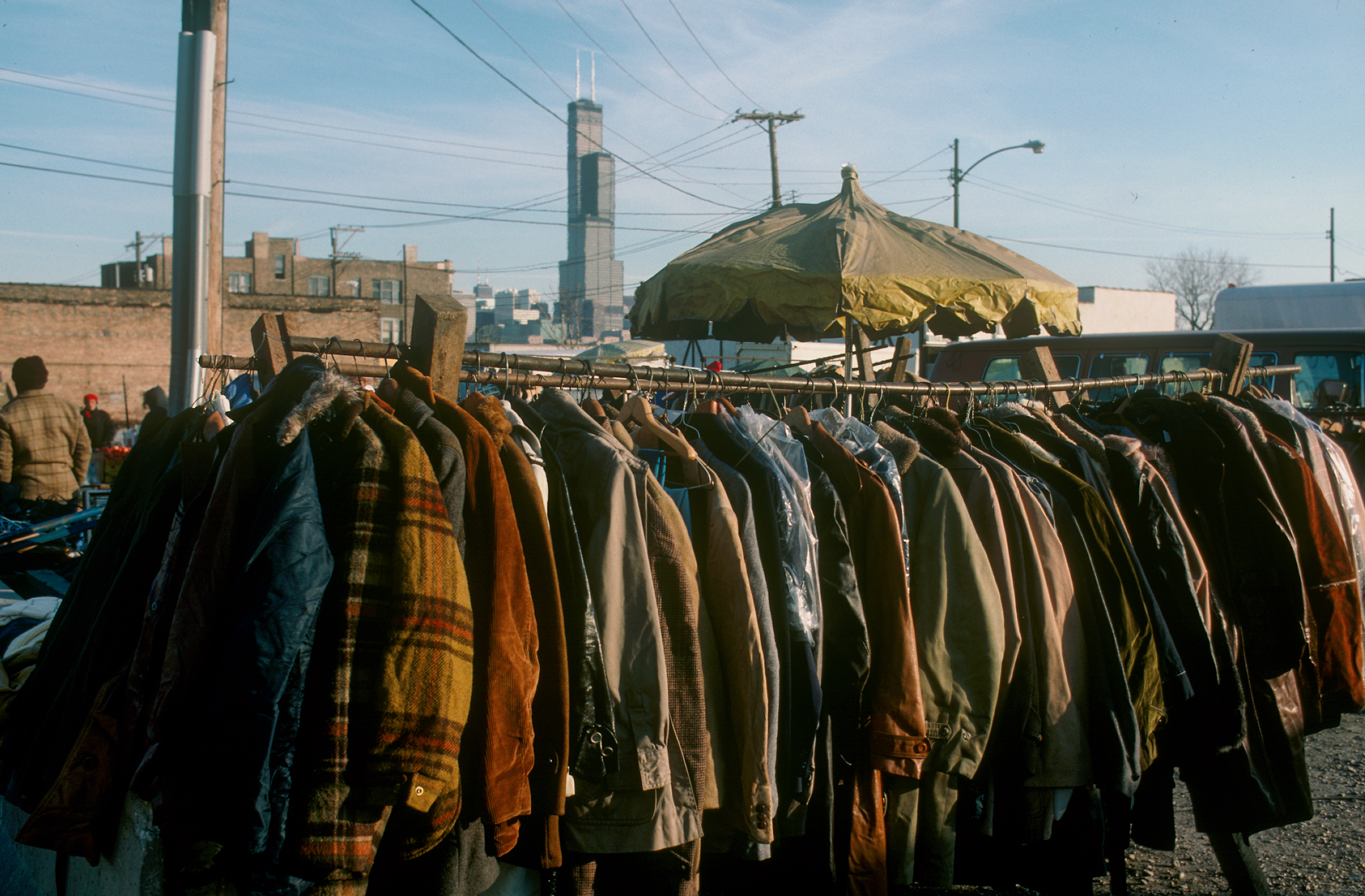
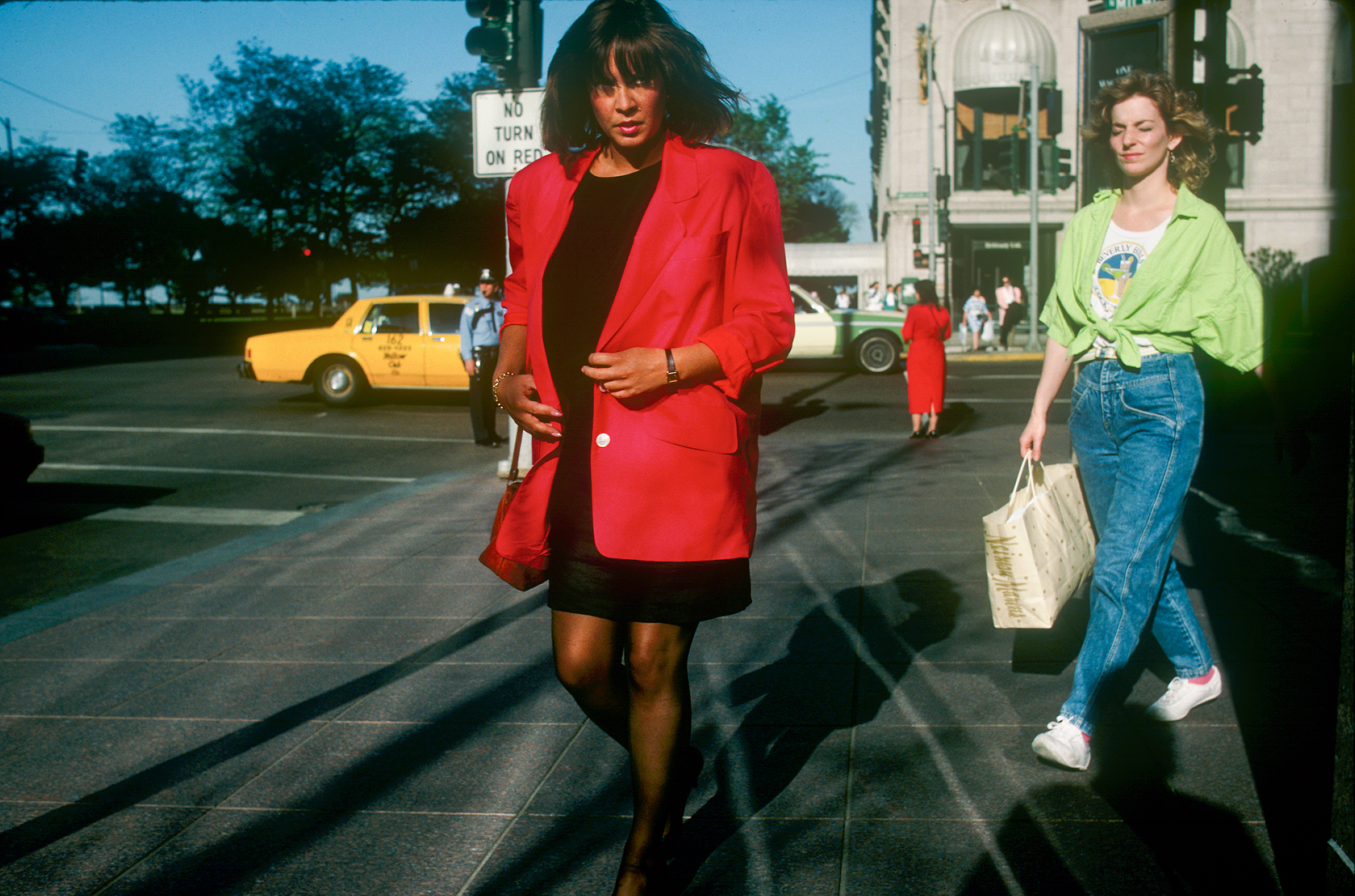
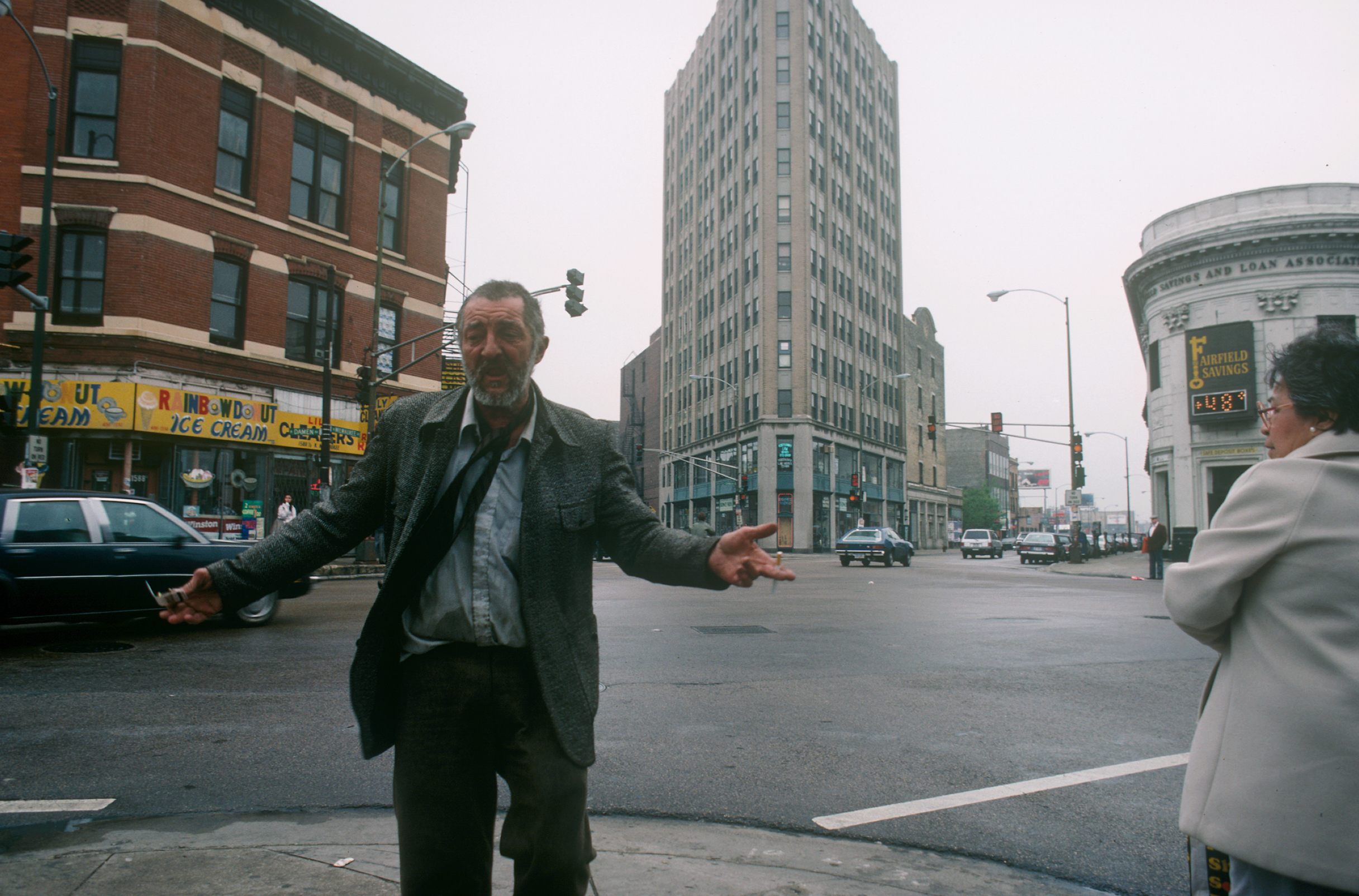
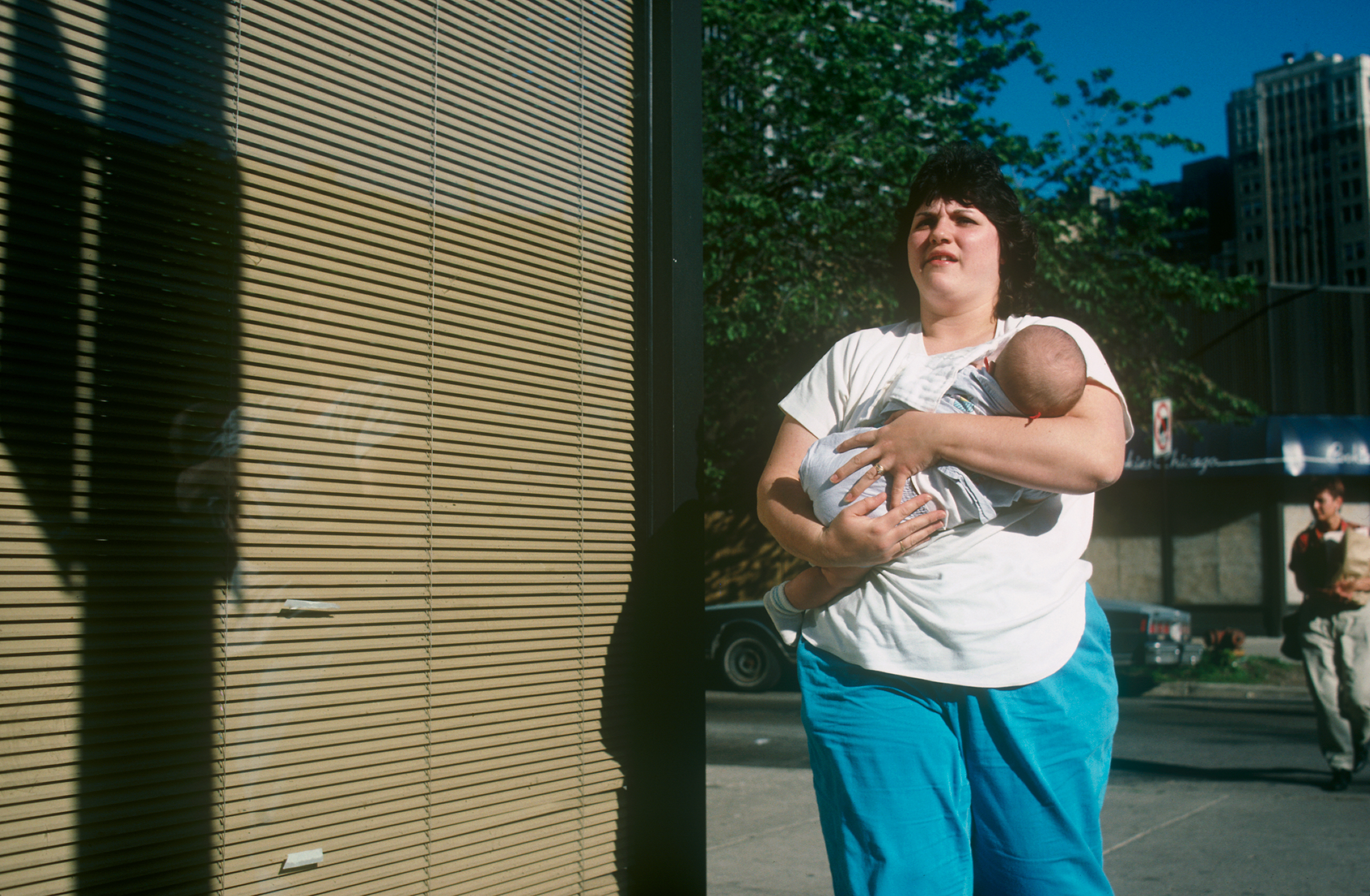
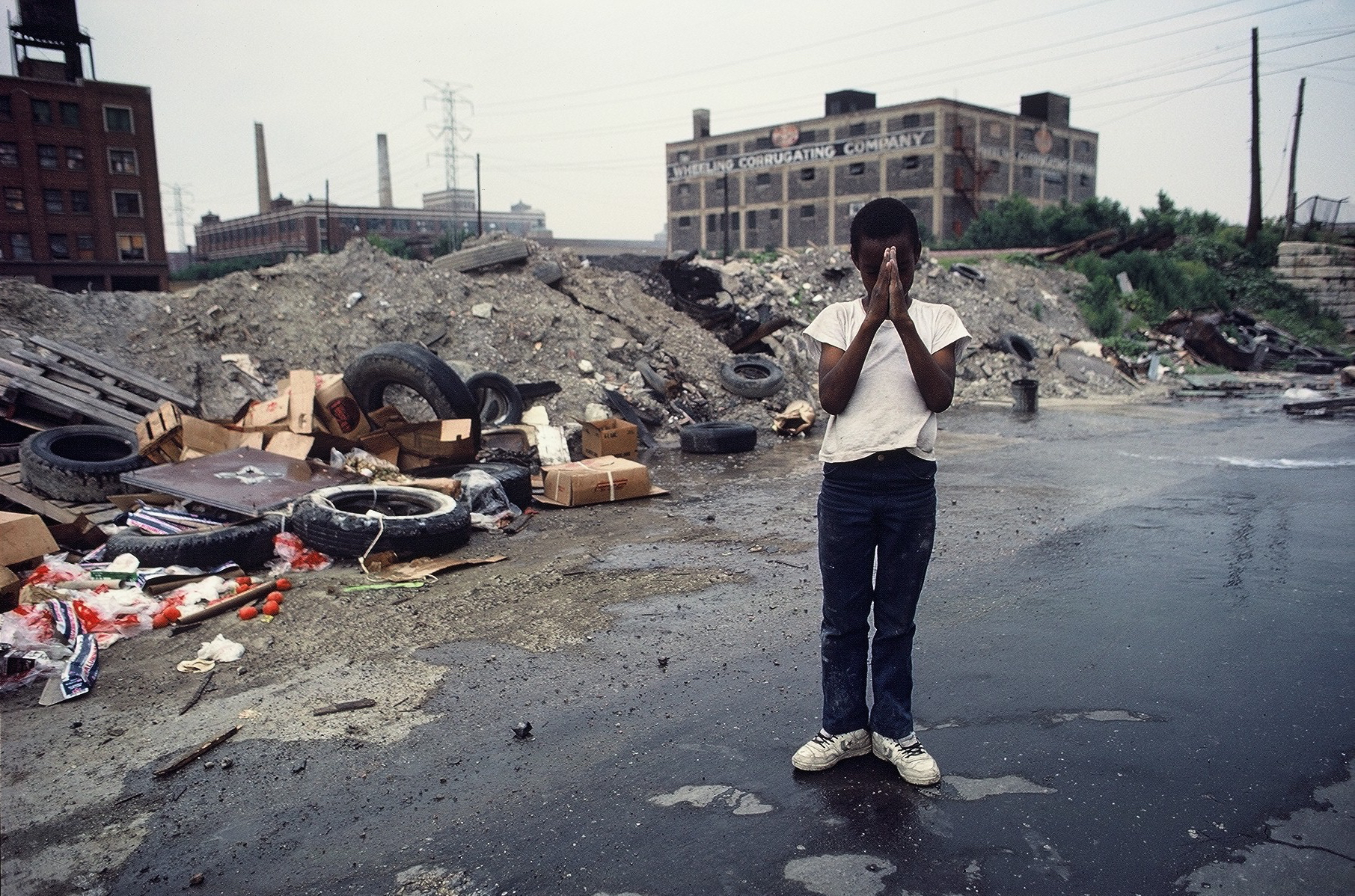
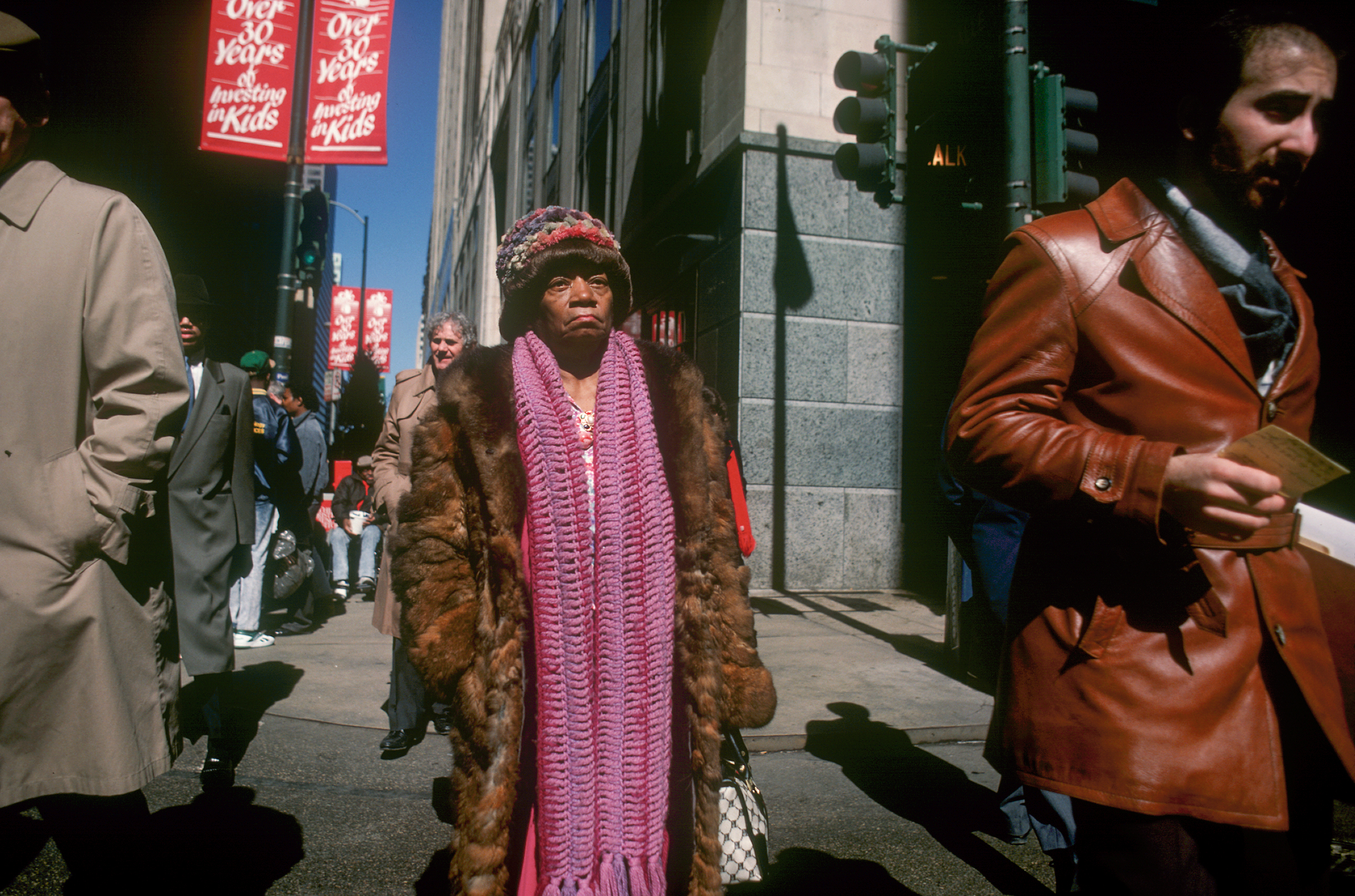
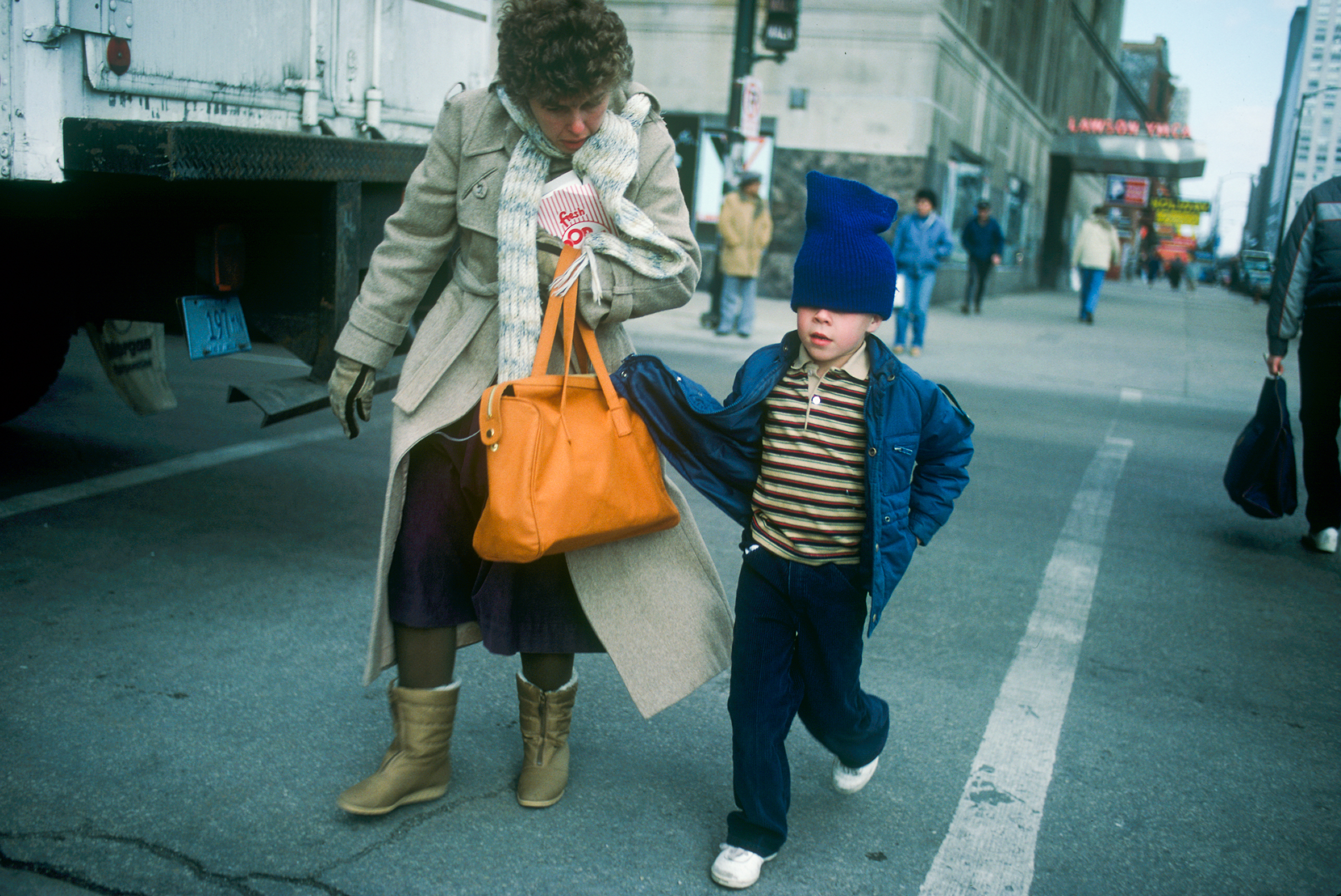
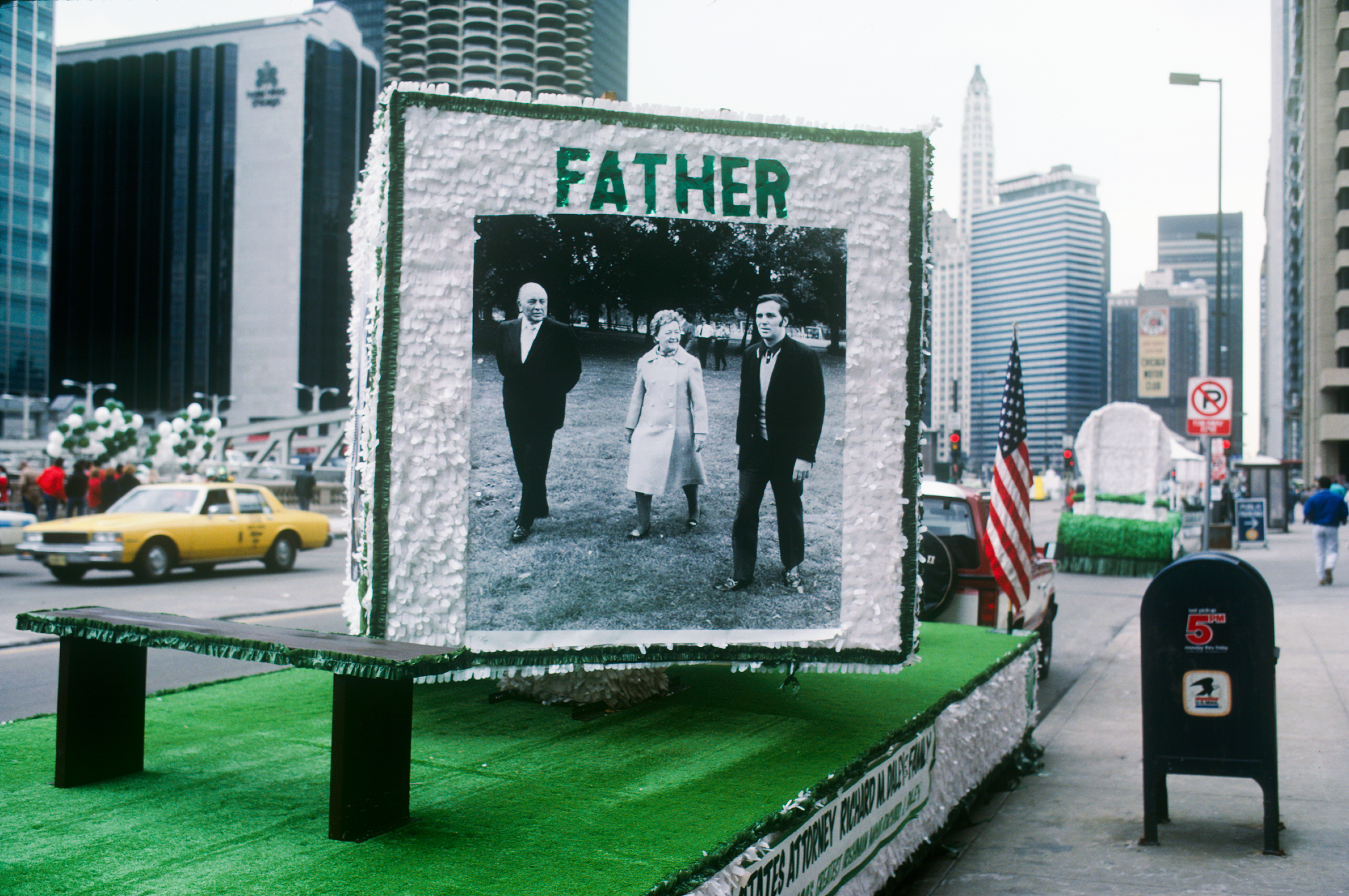
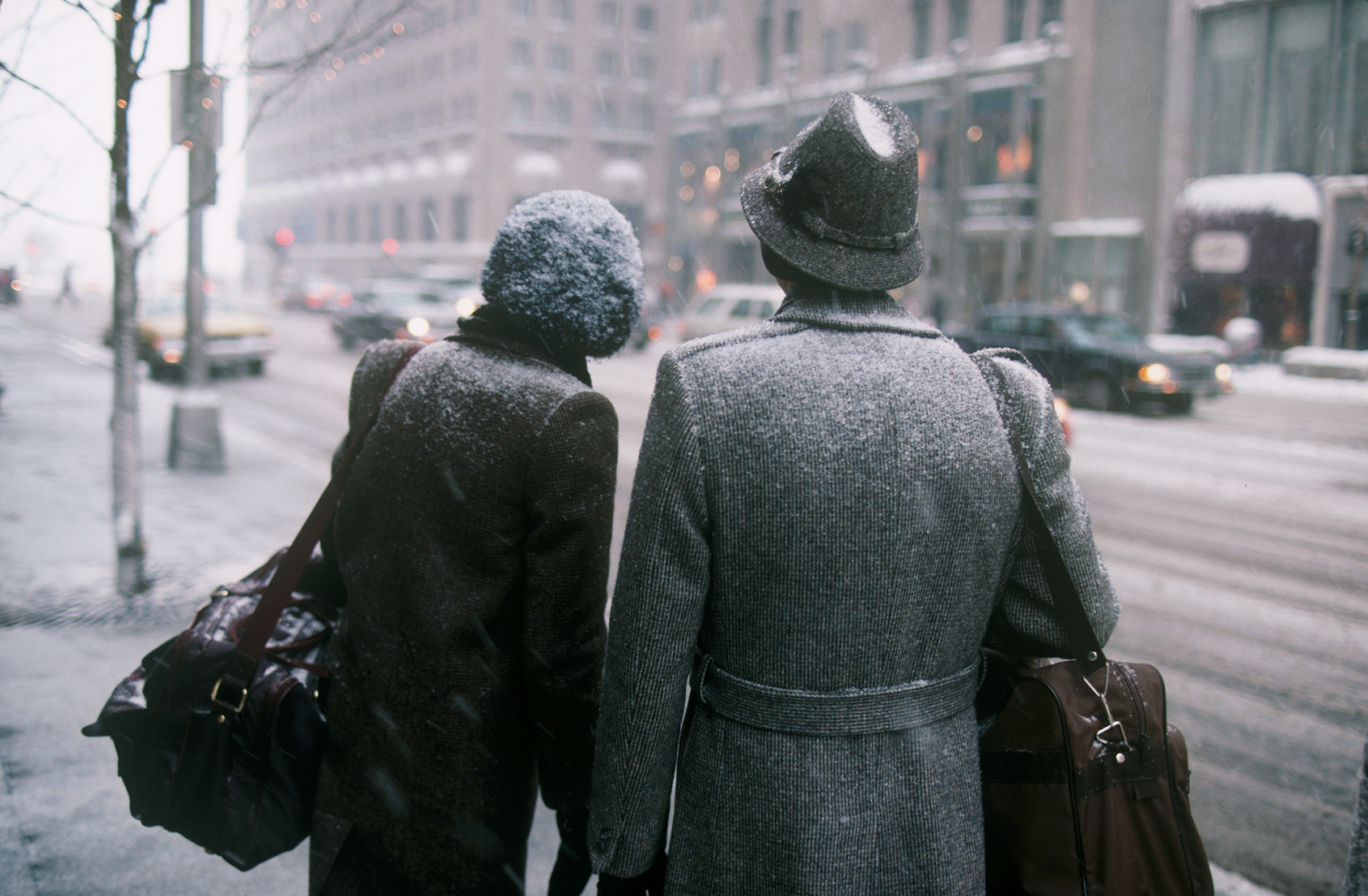
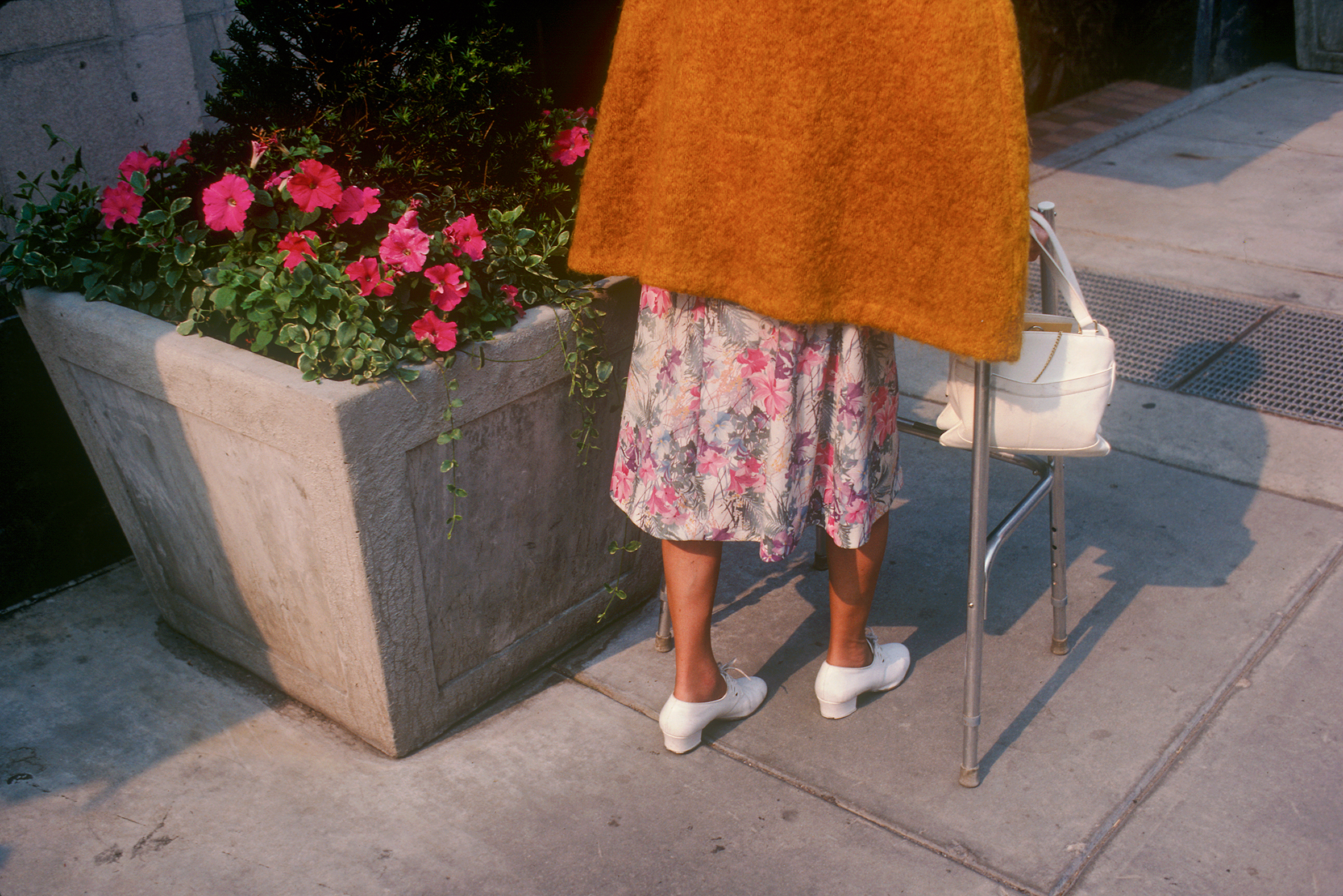
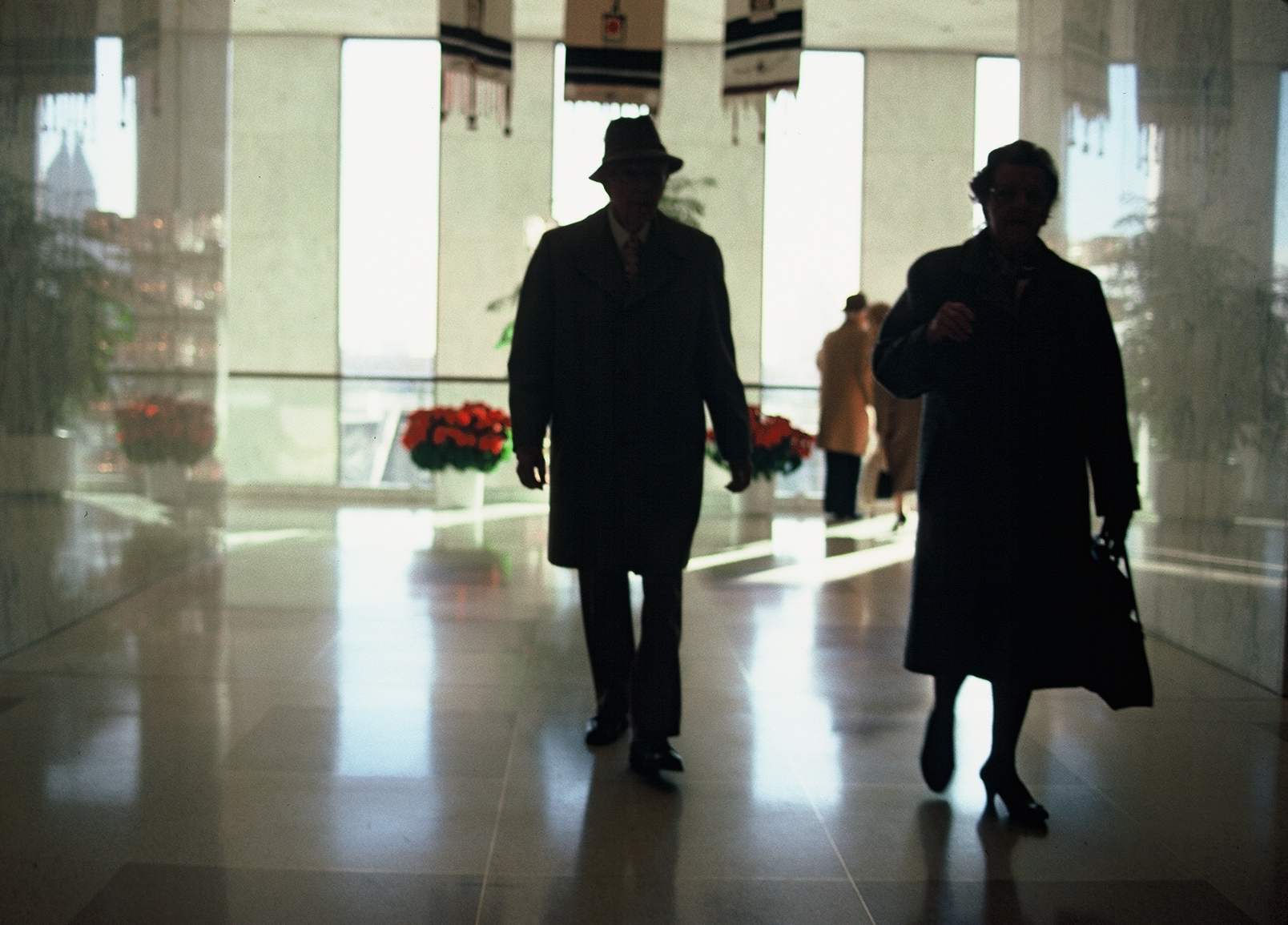